# Libanon a 2014. évi téli olimpiai játékokon
Libanon az oroszországi Szocsiban megrendezett 2014. évi téli olimpiai játékok egyik részt vevő nemzete volt. Az országot az olimpián 1 sportágban 2 sportoló képviselte, akik érmet nem szereztek.

## Alpesisí
Férfi
| Versenyző        | Versenyszám      | 1. futam | 1. futam | 2. futam | 2. futam | Összesítés | Összesítés |
| Versenyző        | Versenyszám      | Idő      | Hely.    | Idő      | Hely.    | Idő        | Helyezés   |
| ---------------- | ---------------- | -------- | -------- | -------- | -------- | ---------- | ---------- |
| Alexandre Mohbat | Műlesiklás       | 1:03,77  | 75.      | 1:18,02  | 42.      | 2:21,79    | 42.        |
| Alexandre Mohbat | Óriás-műlesiklás | 1:38,96  | 75.      | 1:38,89  | 69.      | 3:17,85    | 69.        |

Női
| Versenyző     | Versenyszám | 1. futam | 1. futam | 2. futam | 2. futam | Összesítés | Összesítés |
| Versenyző     | Versenyszám | Idő      | Hely.    | Idő      | Hely.    | Idő        | Helyezés   |
| ------------- | ----------- | -------- | -------- | -------- | -------- | ---------- | ---------- |
| Jacky Chamoun | Műlesiklás  | 1:16,05  | 58.      | 1:12,69  | 48.      | 2:28,74    | 47.        |